# Jesper Petersen (Politiker)
Jesper Petersen (* 25. August 1981 in Haderslev) ist ein dänischer Politiker. Seit 2007 ist er Abgeordneter im Folketing, zunächst für die Sozialistische Volkspartei, seit 2013 für die Sozialdemokraten. Vom 16. August 2021 bis zum 15. Dezember 2022 war er dänischer Bildungs- und Forschungsminister im ersten Kabinett Frederiksen.

## Werdegang
Petersen wurde als Sohn eines Grundschullehrers und einer Schulpsychologin im nordschleswigschen Haderslev (deutsch Hadersleben) geboren. 2007 schloss er ein Studium der Politikwissenschaft an der Universität Kopenhagen mit einem Bachelor ab. Vor seiner Wahl ins nationale Parlament arbeitete unter anderem als Grundschullehrer in seiner Heimat Vojens sowie für das Zentrum für Jugendforschung DFU.
Seine politische Karriere begann Petersen bei der demokratisch-sozialistischen Socialistisk Folkeparti, deren nationaler Jugendorganisation er zeitweilig vorstand. Bei den Folketingswahl 2007 wurde er für die SF erstmals ins dänische Parlament gewählt. Bei der Wahl 2011 wurde er wiedergewählt und bekleidete in der neuen Legislaturperiode das Amt des Politischen Sprechers (politisk ordfører) seiner Fraktion. Nachdem die von ihm unterstützte Astrid Krag bei der Wahl um den Parteivorsitz Annette Vilhelmsen unterlegen war, verließ Petersen 2013 die SF und schloss sich den Sozialdemokraten an. Für seine neue Partei fungierte er unter anderem als finanz- und steuerpolitischer Sprecher. Bei den Wahlen 2015 und 2019 wurde er im Großwahlkreis Südjütland (Sydjyllands Storkreds) für die Sozialdemokraten erneut ins Parlament gewählt. Von 2019 bis 2021 bekleidete er erneut das Amt des Politischen Sprechers, diesmal für die sozialdemokratische Fraktion.
Im Zuge einer kleineren Kabinettsumbildung berief ihn Ministerpräsidentin Mette Frederiksen am 16. August 2021 als Nachfolger von Ane Halsboe-Jørgensen als Bildungs- und Forschungsminister in ihr Kabinett. Bei der Folketingswahl 2022 konnte Petersen sein Parlamentsmandat zwar verteidigen, im Zuge der Koalitionsverhandlungen mussten die Sozialdemokraten jedoch auf insgesamt acht Ministerposten verzichten, darunter auch Petersens Ressort. Seine Amtszeit endete daher mit dem Antritt der neuen Regierung Frederiksen II am 15. Dezember 2022. Seine Nachfolgerin wurde Christina Egelund von den Moderaten.

## Privates
Petersen ist verheiratet und lebt mit seiner Frau und den gemeinsamen zwei Kindern in Vojens.